# D.Va

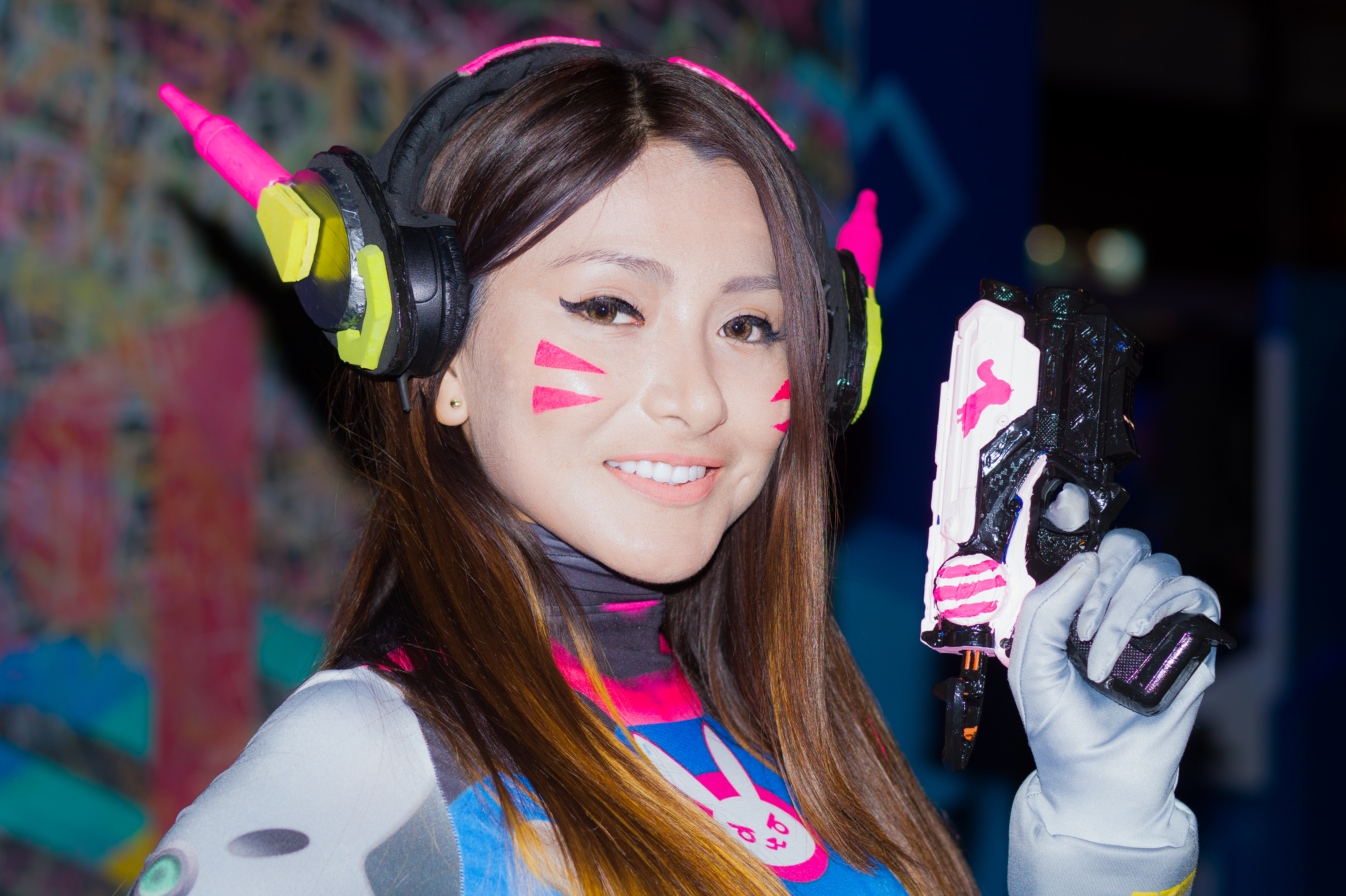

D.Va(디바, 본명 송하나)는 블리자드 엔터테인먼트사의 2016년작 게임 오버워치에 등장하는 게임 캐릭터이다. 본명은 송하나라고 설정되어 있다. 19세의 대한민국 부산에서 활동하는 로봇 조종사로, 이전에는 프로게이머였다.
D.Va의 목소리는 한국어판은 김현지, 영어판은 샬렛 정이 담당하였다.

## 개발과 디자인
게임 정식발매 이전인 2015년 10월 겐지와 메이와 함께 처음 발표된 캐릭터이다. '돌격' 영웅군으로 설정되어 있다. 대한민국 부산에서 활동하는 스타크래프트 시리즈 프로게이머 세계 챔피언, 대한민국 육군 로봇 조종사로 설정되어 있다.

## 등장

### 오버워치
오버워치에서는 D.Va는 그녀의 게이머 태그 "D.Va"가 진행하는 19세의 전 프로게이머인 송하나다. 2018년 8월 단편 애니메이션 "슈팅 스타"에 출연했다.

### 기타 게임들
오버워치가 세계 챔피언 스타크래프트 II 플레이어로 그녀를 예고했으므로 D.Va는 스타크래프트 II: 공허의 유산의 게임 플레이 아나운서로 추가되었다. 원래 블리즈컨 2016의 참석자를 위한 아나운서 및 플레이어 초상화 기능을 포함한 선물 묶음의 일부인 스타크래프트 II: 공허의 유산이다.
D.Va는 2017년 5월에 출시된 이 게임의 버전 2.0 업데이트에서 블리자드의 크로스오버 멀티플레이어 온라인 배틀 아레나 게임인 히어로즈 오브 더 스톰의 영웅 명부에 추가되었다. D.Va는 그 게임에 추가된 다섯 번째 오버워치 캐릭터였다. 또한, "넥서스 체인지 2.0"- 히어로즈의 버전 2.0 출시 이벤트에서 히어로즈 오브 더 스톰을 연주한 사람들은 오버워치에서 D.Va의 캐릭터를 위한 화장품을 받았다.

## 반응
2016년 오버워치 유저들이 캐릭터 D.Va를 게이머 스테레오타입으로 묘사한 "그렘린 D.Va"(Gremlin D.Va)를 들 수 있다.